# Rahim Zafer
Rahim Zafer (Adapazarı, 25 gennaio 1971) è un ex calciatore turco, di ruolo difensore.

## Statistiche

### Cronologia presenze e reti in Nazionale
| Cronologia completa delle presenze e delle reti in nazionale ― Turchia | Cronologia completa delle presenze e delle reti in nazionale ― Turchia | Cronologia completa delle presenze e delle reti in nazionale ― Turchia | Cronologia completa delle presenze e delle reti in nazionale ― Turchia | Cronologia completa delle presenze e delle reti in nazionale ― Turchia | Cronologia completa delle presenze e delle reti in nazionale ― Turchia | Cronologia completa delle presenze e delle reti in nazionale ― Turchia | Cronologia completa delle presenze e delle reti in nazionale ― Turchia |
| Data                                                                   | Città                                                                  | In casa                                                                | Risultato                                                              | Ospiti                                                                 | Competizione                                                           | Reti                                                                   | Note                                                                   |
| ---------------------------------------------------------------------- | ---------------------------------------------------------------------- | ---------------------------------------------------------------------- | ---------------------------------------------------------------------- | ---------------------------------------------------------------------- | ---------------------------------------------------------------------- | ---------------------------------------------------------------------- | ---------------------------------------------------------------------- |
| 09-04-1996                                                             | Baku                                                                   | Azerbaigian                                                            | 0 – 1                                                                  | Turchia                                                                | Amichevole                                                             | 1                                                                      |                                                                        |
| 01-05-1996                                                             | Samsun                                                                 | Turchia                                                                | 3 – 2                                                                  | Ucraina                                                                | Amichevole                                                             | -                                                                      |                                                                        |
| 29-05-1996                                                             | Tallinn                                                                | Estonia                                                                | 0 – 0                                                                  | Turchia                                                                | Amichevole                                                             | -                                                                      |                                                                        |
| 11-06-1996                                                             | Nottingham                                                             | Turchia                                                                | 0 – 1                                                                  | Croazia                                                                | Euro 1996 - 1º turno                                                   | -                                                                      |                                                                        |
| 14-06-1996                                                             | Nottingham                                                             | Portogallo                                                             | 1 – 0                                                                  | Turchia                                                                | Euro 1996 - 1º turno                                                   | -                                                                      | 46’ 73’                                                                |
| Totale                                                                 |                                                                        | Presenze                                                               | 5                                                                      |                                                                        | Reti                                                                   | 1                                                                      |                                                                        |

## Palmarès

### Club

#### Competizioni nazionali
- Coppa di Turchia: 1

Beşiktaş: 1997-1998
- Supercoppa di Turchia: 1

Beşiktaş: 1998